# دوشکو توشیچ
دوشکو توشیچ (سیریلیک صربی: Душко Тошић؛ زادهٔ ۱۹ ژانویهٔ ۱۹۸۵) بازیکن فوتبال اهل صربستان است که اکنون در پست مدافع برای تیم گوانگ‌ژو آر و اف بازی می‌کند.

## باشگاهی
از باشگاه‌هایی که در آن بازی کرده‌است می‌توان به سوشو، وردر برمن، پورتسموث، کویینز پارک رنجرز، ستاره سرخ بلگراد، رئال بتیس، گنچلربیرلیغی و بشیکتاش اشاره کرد.

## تیم ملی
وی همچنین در تیم ملی فوتبال صربستان بازی کرده‌است.